# Chân

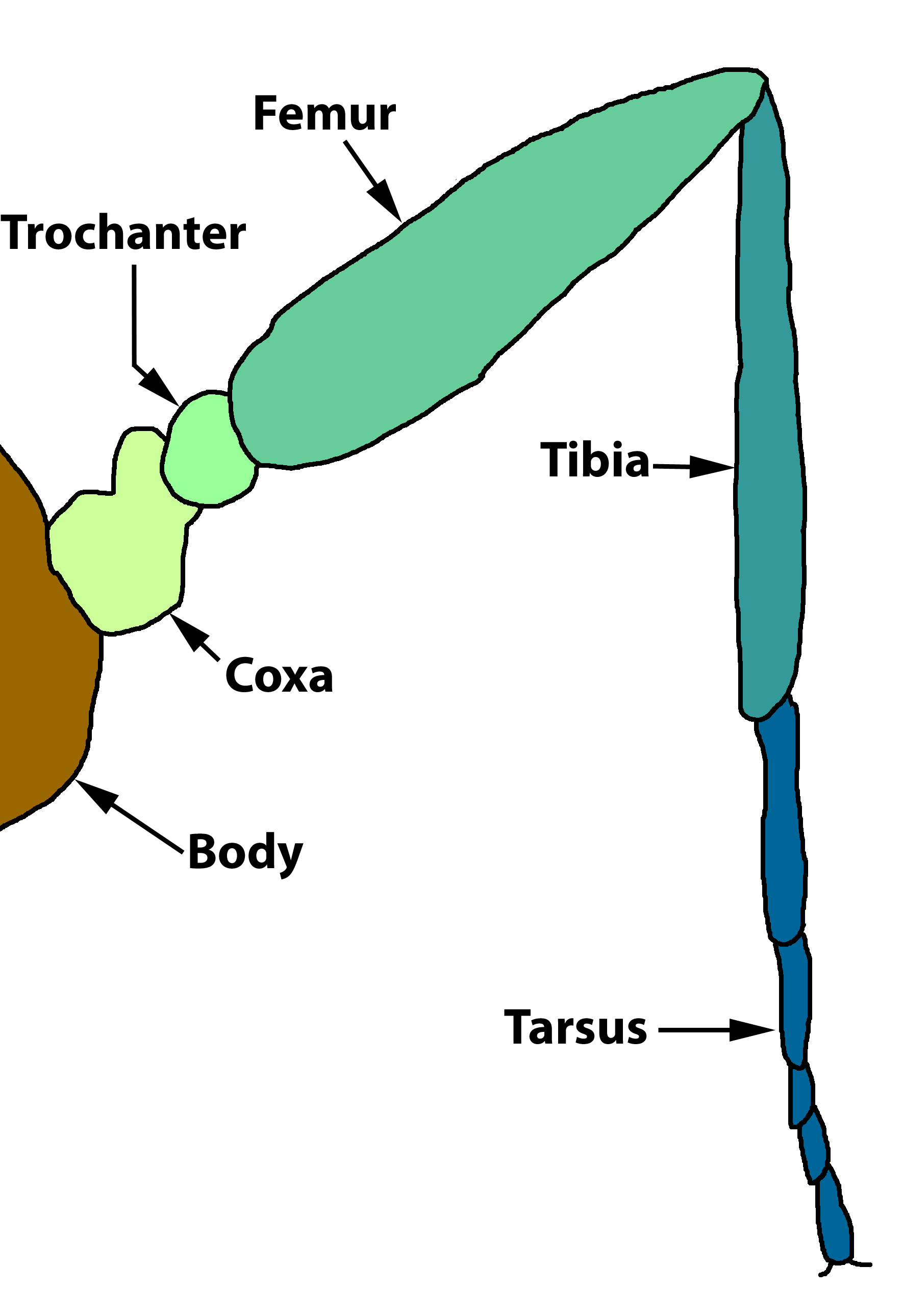
Cấu trúc chân côn trùng.

Chân là một cấu trúc di chuyển và mang trọng lượng, thường có hình trụ. Trong thời gian vận động, chân có chức năng như "thanh chống có thể co duỗi". Sự kết hợp của các di chuyển ở tất cả các khớp có thể được mô hình hóa như một phần tử tuyến tính duy nhất có khả năng thay đổi độ dài và xoay quanh một khớp đa hướng.
Là một cấu trúc của giải phẫu động vật. Nó được sử dụng cho vận động. Điểm cuối xa thường được sửa đổi để phân phối lực (chẳng hạn như bàn chân). Hầu hết động vật đều có số chân là chẵn.
Là một thành phần của đồ nội thất được sử dụng để nâng đỡ bề mặt được sử dụng, như mặt bàn hoặc mặt ghế.